# Ward Horton
Ward Kirby Horton (Morristown, 14 gennaio 1976) è un attore statunitense, famoso per aver interpretato John Gordon nel film horror Annabelle.

## Filmografia parziale

### Cinema
- Clowns (2000)
- The Pink House (2003)
- 30 anni in un secondo (13 Going in 30), regia di Gary Winick (2004) - non accreditato
- Four Eyed Monsters, regia di Susan Buice e Arin Crumley (2005)
- Christmas Wish List (2005)
- Dress Rehearsal (2006)
- East Broadway (2006)
- Nail Polish (2006)
- We Fight to Be Free (2006)
- In Between (2008)
- 5 appuntamenti per farla innamorare (I Hate Valentine's Day), regia di Nia Vardalos (2009)
- Veronika Decides to Die (Veronika Decides to Die), regia di Emily Young (2009)
- The Mighty Macs, regia di Tim Chambers (2009)
- Letting Go (2012)
- By The Sea (2013)
- The Wolf of Wall Street (The Wolf of Wall Street), regia di Martin Scorsese (2013)
- Annabelle, regia di John Leonetti (2014)
- Alto, regia di Mikki del Monico (2014)
- Queen of Glory (2014)
- Marcy (2015)
- My Bakery in Brooklyn - Un pasticcio in cucina (Bakery in Brooklyn), regia di Gustavo Ron (2016)
- Midnighters, regia di Julius Ramsay (2017)
- Annabelle 2: Creation (Annabelle: Creation), regia di David F. Sandberg (2017)
- Le Mans '66 - La grande sfida (Ford v Ferrari), regia di James Mangold (2019)
- Which Brings Me to You - Storia di una confessione (Which Brings Me to You), regia di Peter Hutchings (2023)

### Televisione
- Hope & Faith – serie TV, episodio 2x11 (2004)
- Law & Order - Unità vittime speciali (Law & Order: Special Victims Unit) – serie TV, episodio 6x09 (2004)
- La valle dei pini (All My Children) – serial TV, puntate 9445-9448 (2006)
- Law & Order - I due volti della giustizia (Law & Order) – serie TV, episodi 17x14-20x02 (2007-2009)
- Gossip Girl – serie TV, episodio 1x06 (2007)
- Fringe – serie TV, episodio 1x18 (2009)
- CSI: Miami – serie TV, episodio 8x09 (2009)
- Body of Proof – serie TV, episodio 2x06 (2011)
- White Collar – serie TV, episodio 3x15 (2012)
- Royal Pains – serie TV, episodio 5x05 (2013)
- Una vita da vivere (One Life to Live) – serial TV, 13 puntate (2013)
- Pure Genius – serie TV, 13 episodi (2016-2017)
- The Good Fight – serie TV, episodio 3x05 (2019)
- FBI: Most Wanted – serie TV, episodio 1x12 (2020)
- Prodigal Son – serie TV, episodio 2x07 (2021)
- Younger – serie TV, episodi 7x07-7x08 (2021)
- New Amsterdam – serie TV, episodio 4x08 (2021)
- The Equalizer – serie TV, episodio 2x10 (2022)
- The Gilded Age – serie TV, 16 episodi (2022-2025)
- The Night Agent – serie TV, episodio 2x10 (2025)

## Doppiatori italiani
Nelle versioni in italiano delle opere in cui ha recitato, Ward Horton è stato doppiato da:
- Marco Vivio in Body of Proof, Annabelle, My Bakery in Brooklyn - Un pasticcio in cucina, FBI: Most Wanted
- Marco Barbato in Law & Order - I due volti della giustizia
- Raffaele Palmieri in Fringe
- Stefano Onofri in CSI: Miami
- Mirko Mazzanti in White Collar
- Matteo Costantini in Le Mans '66 - La grande sfida
- Daniele Di Matteo in The Gilded Age
- Roberto Fedele in Which Brings Me to You - Storia di una confessione
- Giorgio Borghetti in The Night Agent